# Contea di Sclafani novello
Il Contea di Sclafani novello è un vino DOC la cui produzione è consentita nelle province di Agrigento, Caltanissetta e Palermo.

## Caratteristiche organolettiche
- colore: rosso più o meno intenso
- odore: fruttato
- sapore: armonico ed equilibrato

## Produzione
Provincia, stagione, volume in ettolitri
- nessun dato disponibile